# Dans med mig
Dans med mig er en dansk dokumentarfilm fra 1990, der er instrueret af Bettina Tvede og Lars Beyer.

## Handling
Musikvideoen handler om en følelsesmæssig konflikt, hovedpersonen står i umiddelbart efter separationen fra den kvinde han elsker. Billedsiden understreger de forskellige følelser ved brugen af stoflige billeder, der fremhæver musikkens dialektik.